# Jeżowiec jadalny
Jeżowiec jadalny (Echinus esculentus) – jeżowiec z rodziny Echinidae występujący w Oceanie Atlantyckim w pobliżu wybrzeży zachodniej Europy, zwykle w płytkich wodach od 5–40 m, ale spotykany jest sporadycznie na głębokościach do 1200 m.
Jego ciało w kształcie spłaszczonej od spodu kuli o średnicy do 16 cm, pokrywają krótkie, mocne kolce. Do poruszania używa drobnych nóżek ambulakralnych. Ubarwienie czerwonawofioletowe lub białe. Wszystkożerny.
Jadalny, poławiany dla celów konsumpcyjnych. Czasem hodowany w akwariach.

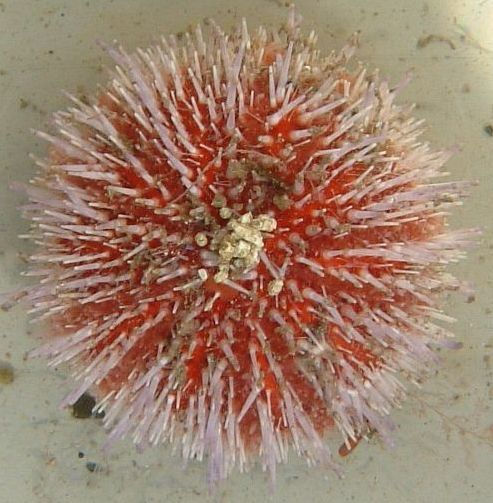
Echinus esculentus